# Protoscaphirhynchus
Protoscaphirhynchus è un genere estinto di pesci condrostei appartenente alla famiglia Acipenseridae. È conosciuto unicamente dalla specie tipo, Protoscaphirhynchus squamosus. I resti fossili provengono dalla Formazione di Hell Creek (Cretaceo superiore) e furono ritrovati in associazione a un esemplare di dinosauro adrosauride.

## Descrizione
Il materiale fossile di Protoscaphirhynchus squamosus è molto incompleto, e gran parte dello scheletro non si è preservato, il che rende difficile fornire una diagnosi dettagliata. Wilimovsky (1956) descrisse il genere basandosi sulla presenza di scaglie lungo tutto il corpo e su una testa relativamente corta, caratteristiche considerate uniche tra gli acipenseridi. Tuttavia, la scarsa conservazione del reperto ha reso in seguito queste osservazioni difficilmente verificabili.
L’esemplare noto ha una lunghezza stimata tra i 60 e i 70 centimetri. Le poche caratteristiche morfologiche identificabili includono una robusta spina della pinna pettorale, uno scudo cardiaco formato da espansioni ventrali delle ossa cleitrali e una regione peduncolare caudale simile a quella del genere vivente Scaphirhynchus. Tali elementi confermano l’appartenenza di questo genere agli Acipenseridae.

## Contesto paleoambientale
Protoscaphirhynchus è stato scoperto insieme ad altri pesci fossili come Paleopsephurus wilsoni, all’interno dei sedimenti che contenevano anche un esemplare di dinosauro adrosauride. Questo ritrovamento congiunto suggerisce l'esistenza di ambienti fluviali ricchi di biodiversità nel tardo Cretaceo nordamericano.

## Stato tassonomico
Protoscaphirhynchus squamosus venne descritto per la prima volta da Wilimovsky nel 1956. A causa della frammentarietà del materiale fossile, alcuni autori hanno in seguito messo in dubbio la validità diagnostica del genere. Tuttavia una ridescrizione del materiale operata da Hilton e Grande nel 2006 di Protoscaphirhynchus ha considerato valido questo genere, confermando la sua classificazione come Acipenseridae.